# Suillus bresadolae
Bolet hybride, Bolet de Bresadola, Bolet gris-jaune des mélèzes
Espèce
Statut de conservation UICN

 NT  : Quasi menacé
Suillus bresadolae, le Bolet hybride, est une espèce rare de champignon (Fungi) basidiomycète du genre Suillus. C'est une espèce quasi menacée. Il est caractérisé par ses pores grisâtres et son habitat sous mélèzes.

## Taxonomie
Le nom correct complet (avec auteur) de ce taxon est Suillus bresadolae (Quél.) Gerhold. 
L'espèce a été initialement classée dans le genre Boletus sous le basionyme Boletus bresadolae Quél..

### Synonymes

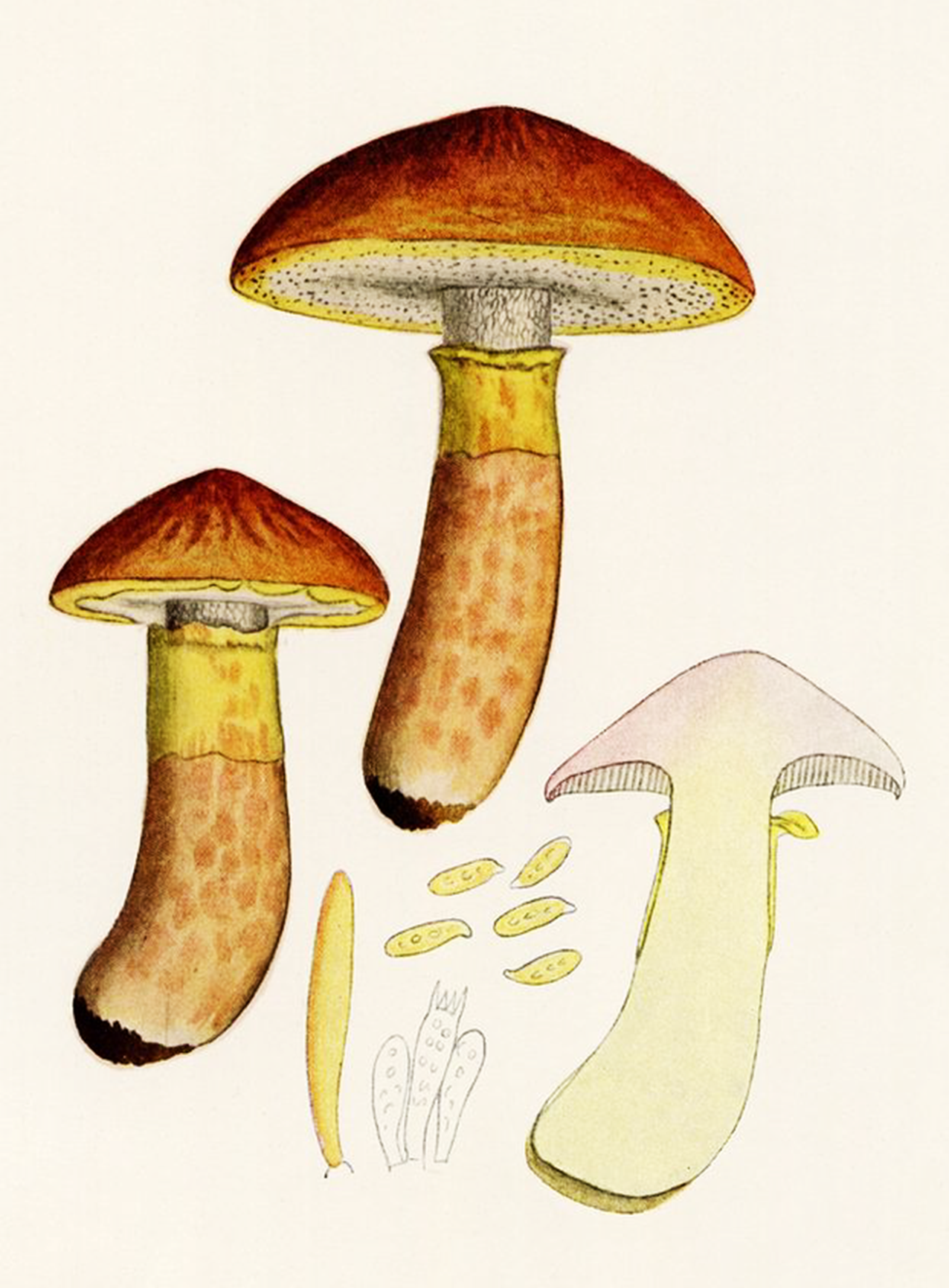
Illustration de Suillus bresadolae par Giacomo Bresadola.

Suillus bresadolae a pour synonymes :
- Boletopsis bresadolae (Quél.) Henn.
- Boletus bresadolae Quél.
- Boletus dubius Allesch.
- Boletus viscidus var. bresadolae (Quél.) Costantin & L.M.Dufour
- Ixocomus bresadolae (Quél.) Quél.
- Ixocomus viscidus var. bresadolae (Quél.) Quél.
- Solenia bresadolae (Quél.) Kuntze
- Suillus aeruginascens var. bresadolae (Quél.) M.M.Moser
- Suillus aeruginascens var. nueschii Singer
- Suillus aeruginascens var. nueschii Singer ex Schmid-Heckel
- Suillus bresadolae f. flavogriseus (Cazzoli & Consiglio) Klofac
- Suillus bresadolae var. flavogriseus (Cazzoli & Consiglio) W.Klofac
- Suillus bresadolae var. flavogriseus Cazzoli & Consiglio
- Suillus laricinus var. bresadolae (Quél.) Alessio
- Suillus viscidus var. bresadolae (Quél.) Bon
- Viscipellis bresadolae (Quél.) Quél.

### Étymologie
L'épithète spécifique est un hommage à Giacomo Bresadola.

### Noms vulgaires et vernaculaires
Ce taxon porte en français les noms vernaculaires ou normalisés suivants : bolet hybride,, bolet de Bresadola, Bolet gris-jaune des mélèzes.

## Description du sporophore
Les bolets sont des champignons dont l'hyménophore, constitué de tubes et terminés par des pores, se sépare facilement de la chair du chapeau. Ce chapeau d'abord rond, recouvert d'une cuticule, devient convexe à mesure qu’il vieillit. Ils ont un pied (stipe) central assez épais et une chair compacte. Les caractéristiques morphologiques de S. bresadolae sont les suivantes :
Son chapeau mesure jusqu'à 7 cm de diamètre, il est visqueux, lisse ou légèrement ridé, de couleur marron, brun rougeâtre à brun orangé, blanchâtre à la marge. La marge est débordante, laissant apparaître un voile jaunissant.
L'hyménophore présente des pores larges, irréguliers, gris à gris jaunâtre, d'environ 1-2 mm. Les tubes mesurent  jusqu'à environ 10 mm de long, devenant gris-bleuâtre lorsqu'ils sont tranchés.
Son stipe mesure 5 cm x 1 cm, brun rougeâtre, pseudoréticulé, avec un anneau jaunâtre. Mycélium basal blanchâtre.
La chair est jaune pâle dans le chapeau et la partie supérieure du stipe, jaune plus foncé à la base du stipe. Lorsqu'il est tranché, il devient verdâtre à bleuâtre ou gris-bleuâtre par endroits.

### Caractéristiques microscopiques
Ses spores mesurent 8–13 x 4–5 µm.

## Variétés et formes
- Suillus bresadolae var. flavogriseus : Variété jaune et grise. Chapeau jaune, souvent assez uniforme, jaune citrin, jaune paille, jaune beige, enfin plus ou moins nuancé de brunâtre carné; revêtement brillant, humide ou glutineux-visqueux, lisse puis presque mat à sec; marge avec des lambeaux de voile muqueux blanchâtre à jaune. Tubes beiges, jaunâtre pâle, puis jaunâtre grisâtre, jaune plus ou moins pâle en allant vers la marge (non franchement gris). Pores subconcolores, d'abord petits puis un peu plus amples. Stipe jaunâtre à jaune; anneau blanc à blanchâtre sale, plus ou moins teinté de jaunâtre par le voile muqueux. Chair jaunâtre pâle, citrin pâle, plus jaune dans le stipe, à la coupe rosâtre sale à rougeâtre violacé vers les tubes, grisâtre livide en haut du stipe à peine nuancée de verdâtre-olivâtre ou plus ou moins bleuissant. Saveur fruitée-acidulée. Odeur légèrement acide. Sous Larix[7].

## Habitat et distribution
Il s'agit un champignon ectomycorhizien, poussant sous Larix spp. (mélèzes), en altitude. Juillet-octobre. Rare.

## Comestibilité
Comme tous les bolets du genre Suillus, le Bolet à hybride est un comestible médiocre, plus au moins laxatif selon la tolérance individuelle, la quantité consommée et le degré de maturité des spécimens consommés. Pour cela il est préconisé de ne cueillir que des jeunes spécimens, de retirer le pied fibreux, de peler la cuticule et de consommer une quantité modeste la première fois pour évaluer sa propre tolérance aux effets laxatifs. Sa rareté devrait cependant inciter à ne pas le consommer, il ne fait état d'aucune consommation traditionnelle ou occasionnelle notable, de sorte qu'il peut être considéré comme sans intérêt alimentaire .

## Confusions possibles
- Le Bolet gris des mélèzes (Suillus viscidus) a une chair blanche et un voile non jaunissant[5]. Sans intérêt alimentaire jeune, bien cuit.